# 博杜阿卡利沙達爾烏帕齊拉
博杜阿卡利沙達爾乌帕齐拉是孟加拉国博杜阿卡利縣的一个乌帕齐拉，位於巴里薩爾专区的博杜阿卡利縣。。

## 人口
據1991年孟加拉國人口普查，博杜阿卡利沙達爾共有戶數55,194戶，人口306517人。其中男性佔比50.12%，女性佔比49.88%；成年人口152,588人。該地7歲以上人口之平均識字率為42.6%。